# Charlotte Bilbault
Charlotte Bilbault (født 5. juli 1990) er en kvindelig fransk fodboldspiller, der spiller midtbane for Montpellier i Division 1 Féminine og Frankrigs kvindefodboldlandshold. Hun har tidligere spillet for Bordeaux, Paris FC, Soyaux og selvsamme Montpellier.
Hun fik sin officielle debut på det franske landshold i maj 2015 mod Rusland. Hun blev også udtaget til landstræner Corinne Diacres officielle trup mod VM i fodbold 2019 på hjemmebane og EM i fodbold for kvinder 2022 i England.

## Landsholdsstatistik
| Nr. | Dato          | Spillested                                  | Modstander | Score | Resultat | Turnering    |
| --- | ------------- | ------------------------------------------- | ---------- | ----- | -------- | ------------ |
| 1   | 4. marts 2019 | Stade de la Vallée du Cher, Tours, Frankrig | Uruguay    | 2–0   | 6–0      | Venskabskamp |